# Канильо
Канильо (кат. Canillo) — одна из семи паррокий Андорры. Расположена на северо-востоке страны.
Административный центр — Канильо, маленький городок, расположенный в 5 км от горнолыжной станции Сольдеу. Основной достопримечательностью Канильо является ледовый дворец — Palau de Gel (бассейн 25 м, большой крытый каток, тренажёрный зал, сквош, сауна, зал игровых автоматов, ресторан и кафе).

## Населённые пункты общины
| №  | Населённые пункты | Население, чел. (2012) |
| -- | ----------------- | ---------------------- |
| 1  | Канильо           | 1896                   |
| 2  | Сольдеу           | 588                    |
| 3  | Пратс             | 48                     |
| 4  | Эль-Тартер        | 722                    |
| 5  | Меричель          | 56                     |
| 6  | Рансоль           | 169                    |
| 7  | Эльс-Планс        | 19                     |
| 8  | Эль-Вилар         | 9                      |
| 9  | Инклес            | 366                    |
| 10 | л’Альдоза         | 193                    |
| 11 | Эль-Форн          | 57                     |

## Спорт
В 1997 году Канильо принимал чемпионат мира по хоккею с шайбой (группа D). Это был хоккейный турнир самого высокого уровня в этой стране.